# Португали, Мендл
Мендл Португали (при рождении — Мендл Вольфович Портигейс; 1888, Калараш, Оргеевский уезд, Бессарабская губерния — 13 января 1917, Бет-Ган, Палестина) — один из организаторов и трёх руководителей военизированной еврейской организации «Ха-Шомер», одна из ключевых фигур Второй алии.
Учился в хедере в Калараше, с 1899 года в коммерческом училище в Кишинёве, откуда был исключён через два года за участие в революционной деятельности. По возвращении в Калараш был арестован за хранение запрещённой литературы и сослан на пять лет каторжных работ на Дальнем Востоке (освобождён по амнистии после трёх с половиной лет). Присоединился к рабочей партии Поалей Цион, был дружен с местным руководством партии — Хаимом Гринбергом и Уриэлем Фельдманом.
Был одним из организаторов отрядов самообороны во время еврейского погрома в Калараше 23 октября 1905 года, был ранен и вместе с братом Яковом и Исраэлем Гилади в попытке избежать ареста покинул страну. Поселившись в Палестине, стал одним из организаторов военизированных движений «Бар-Гиора» (1907) и «Ха-Шомер» (1909). Входил в комитет руководства последней, состоящий помимо него из Исраэля Гилади и Исраэля Шохата). Руководил отбором охранников на время урожайных работ и постоянных участников движения. В январе 1917 года был смертельно ранен в результате несчастного случая: находясь на дежурстве, он подбросил в воздух свое ружье, которое выстрелило, смертельно ранив его. Похоронен в Кфар-Гилади. Переписка Португали с его женой Товой была опубликована посмертно.

## Галерея
- Мендл Португали и Исрулик Гилади в Галилее (недоступная ссылка) (Widener Library, Harvard University)
- Мендл Португали и Исраэль Шохат Архивная копия от 28 июля 2010 на Wayback Machine (University of Pennsylvania Libraries)